# ازرق (سرده)
ازرق (نام علمی: Chrozophora) نام یک سرده از تیره فرفیونیان است.